# Cristo morto (Carpaccio)
Il Cristo morto  è un dipinto tempera su tela (145x185 cm) di Vittore Carpaccio, databile al 1520 circa e conservato nella Gemäldegalerie di Berlino.

## Storia
L'opera viene attribuita alla produzione estrema dell'artista per l'uso del colore simile alla Lapidazione di santo Stefano (datato 1520), anche se presenta evidenti analogie con altre opere della produzione carpaccesca, in particolare la Meditazione sulla Passione (1500-1510), di impianto mantegnesco, e il San Giorgio e il drago (1502), dal quale riprende alcune citazioni testuali, come i macabri moncherini.
In realtà la datazione tarda è anche legata al tema della morte e della caducità delle cose umane, nei quali si è voluto leggere, forse con qualche forzatura, una riflessione dell'artista ormai anziano e prossimo alla dipartita.
Assieme alla Meditazione, l'opera veniva citata nel 1623 nella collezione di Roberto Canonici a Ferrara con l'attribuzione ad Andrea Mantegna.

## Descrizione e stile
Il Cristo magrissimo e di pallore cadaverico si trova disteso rigidamente sul catafalco composto da una lastra marmorea retta da una base a tronco di cono rastremato e pilastrini angolari, mostrato in tutta la sua lunghezza parallelo al primo piano. Attorno ad esso si trovano una serie di teschi e resti umani ed animali, oscuri presagi di morte indagati con grande cura al dettaglio. Particolarmente toccanti sono il pezzo di torace col moncherino scheletrico e la testa di donna che emerge davanti a una lapide spezzata. In primo piano alcuni fiori rossi rimandano al colore del sangue e quindi alla Passione di Gesù.
Lo sfondo è composto da un paesaggio in cui hanno luogo vari episodi legati alla fine della vita terrena di Gesù e al tema della caducità dell'esistenza umana sulla terra.
Assiste alla scena un eremita, San Giobbe, appoggiato a un albero; egli guarda vacuamente il corpo di Gesù, perso nelle proprie riflessioni. A destra la Vergine dolente viene sorretta da Maria Maddalena, entrambe accovacciate sul suolo di un sentiero, mentre davanti ad esse si trova san Giovanni di spalle. A sinistra alcuni uomini stanno preparando il sepolcro di Gesù e con una bacinella si apprestano a lavarlo prima della sepoltura. Sullo sfondo si vedono numerosi sepolcri violati, uno con la mummia appoggiata crudamente alla parete, oltre a numerose lapidi scheggiate o infrante, colonne spezzate e monumenti crollanti. Più in lontananza numerose figurette popolano il paesaggio brullo, dove si riconoscono a sinistra la collina del Calvario con le tre croci, e a destra un'insenatura oltre la quale le montagne degradano schiarendo verso l'orizzonte per via della foschia.